# Virgil Earp
Virgil Walter Earp (Hartford, Kentucky, 18 de julio de 1843 - Goldfield, Nevada, 19 de octubre de 1905) fue una alguacil del viejo oeste estadounidense, hermano de Wyatt y Morgan Earp, con quienes participó en el famoso tiroteo en el O.K. Corral.

## Biografía
Virgil Earp nace el 18 de julio de 1843 en Hartford, Kentucky, primogénito de Nicholas Porter Earp y Virginia Ann Cooksey, siendo sus hermanos Wyatt Earp y Morgan Earp
En febrero de 1860, Virgil desposa a Ellen Sysdem antes de unirse al ejército unionista, teniendo ambos una hija. Durante la guerra civil, Virgil es dado por muerto y su mujer e hija se mudan del hogar familiar en Illinois.
Tras la guerra, Virgil se une a su hermano menor Wyatt trabajando entre Wilmington y Prescott (Arizona) (1866-68). Los hermanos trabajan en la construcción del ferrocarril en Wyoming. En marzo de 1870, Virgil se casa de nuevo con Rozilla Draggoo en Lamar (Misuri). En 1873 abandona a su mujer y conoce a Alice Sullivan en Council Bluffs (Iowa), mudándose de nuevo con ella a Prescott, donde gestiona una serrería, además de trabajar como buscador de oro y agricultor. El 5 de noviembre de 1878 es nombrado comisario del Distrito de Prescott.
Alice y Virgil se mudan a Tucson (Arizona), donde Virgil es nombrado deputy U.S. marshall el 27 de noviembre de 1879 (ayudante del marshall), antes de marchar a Tombstone (Arizona) con sus hermanos. En esa ciudad es nombrado marshal en octubre de 1880, y recluta a sus hermanos Wyatt y Morgan como agentes especiales de la ley.
Tras el tiroteo en el O.K. Corral, Virgil es juzgado junto a sus hermanos y exculpado en 1881. Tras la muerte de su hermano Morgan, Virgil y Wyatt trasladan su cuerpo para enterrarlo cerca de casa de sus padres en Colton (California). Tras intentar ganarse la vida con el juego, Virgil es nombrado marshall de Colton. Más adelante regenta una casa de juego en el ya desaparecido pueblo minero de Vanderbilt (California).
Virgil Earp murió de neumonía en Golfield (Nevada) el 19 de octubre de 1905, a los 62 años.
- Datos: Q931824
- Multimedia: Virgil Earp / Q931824